# Zinaïda Botchantseva
Zinaïda Petrovna Botchantseva (en russe : Зинаида Петровна Бочанцева), née le 10 août 1907 à Almaty (Empire russe) et décédée le 17 août 1973 à Tachkent (Union soviétique), est une botaniste soviétique, spécialiste de biologie cellulaire et d'embryologie, docteur en biologie, qui fut professeur à l'université de Tachkent et directrice du département de biologie cellulaire et d'embryologie du jardin botanique de l'Académie des sciences de la république socialiste soviétique d'Ouzbékistan. Son abréviation en botanique, selon la translittération allemande, est Botschantz.

## Carrière
Zinaïda Botchantseva participe entre 1930 et 1933 à plusieurs expéditions botaniques en Asie centrale soviétique. Elle étudie la morphologie végétale et s'intéresse à la cytologie et à la biologie des plantes sauvages et en particulier des tulipes. Elle est l'auteur de plus d'une cinquantaine de publications à ce sujet. Sa thèse de doctorat en 1960 s'intitule Morphologie, cytologie et biologie des tulipes. Elle donne lieu à la publication d'une monographie du même titre en 1962 et traduite en anglais en 1982. Elle décrit en particulier les tulipes suivantes :

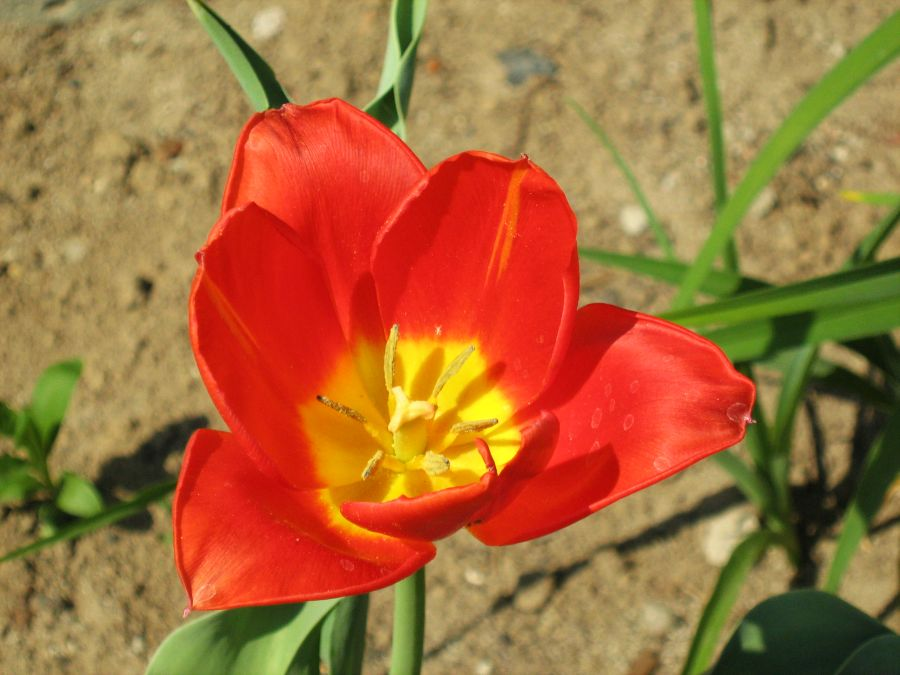
Tulipa vvedenskyi

- Tulipa vvedenskyi Botschantz. Tulipe de Vvedenski
- Tulipa affinis Botschantz. Tulipe affine
- Tulipa butkovii Botschantz. Tulipe de Boutkov
- Tulipa anadroma Botschantz. Tulipe anadrome
- Tulipa tschimganica Botschantz. Tulipe de Tchimgan
- Tulipa uzbekistanica Botschantz. & Sharipov. Tulipe d'Ouzbékistan

Dans les années 1950-1960, elle s'intéresse à la sélection de tulipes ornementales et à l'hybridation. Les variétés uniques de tulipes Liouba Chevtsova (classe 12) et Gloire maternelle (Materinskaïa slava) (classe 13) ont été obtenues par le choix de bulbes recueillis aux emplacements naturels de ces fleurs. La variété Lever de soleil (classe 12) (Voskhod solntsa, connue comme Sunrise dans les pays anglophones) a été obtenue par hybridation au sein de l'espèce.

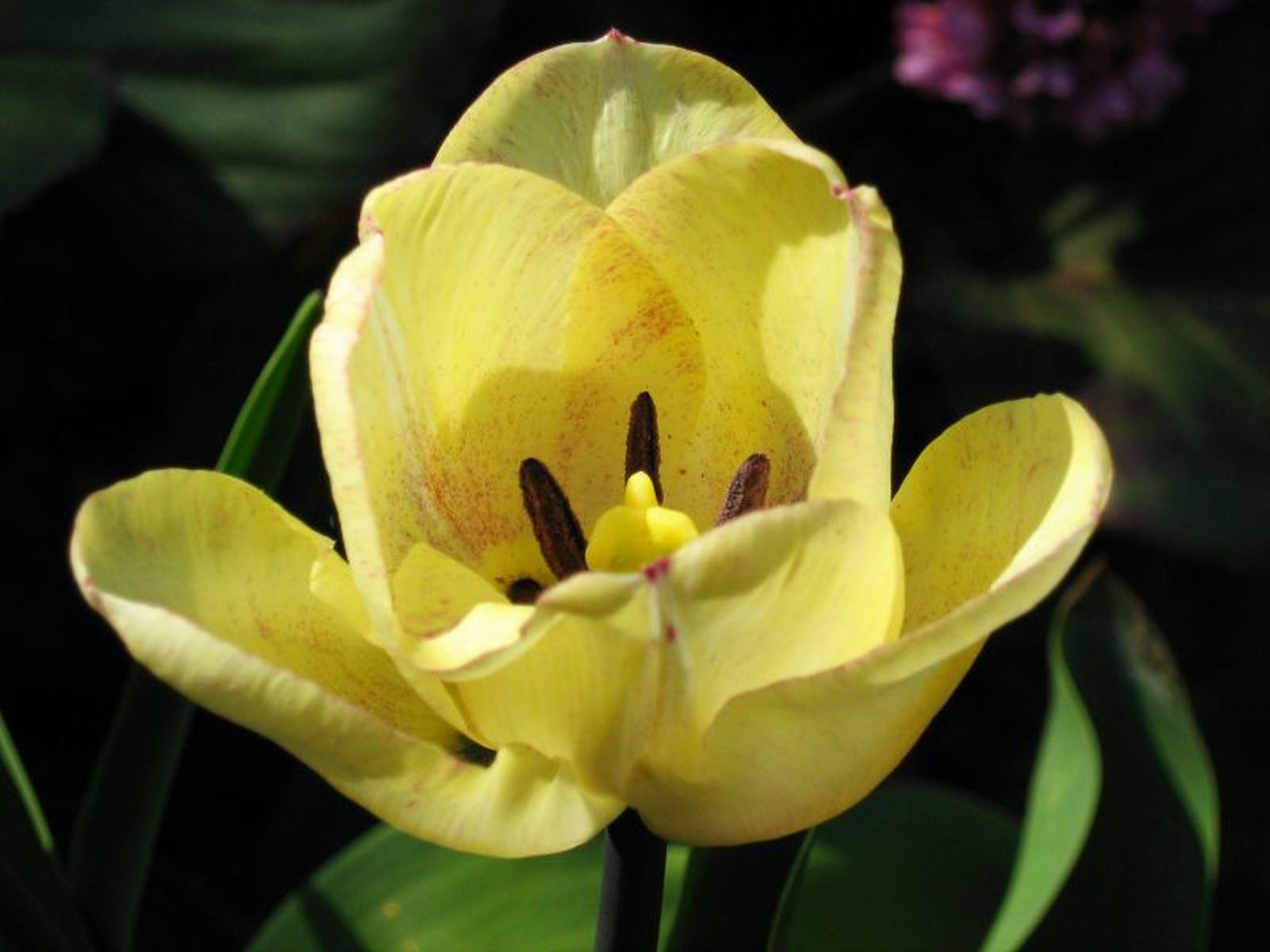
Tulipa butkovii

De nombreuses sortes de tulipes obtenues par Zinaïda Botchantseva ont été décorées de médailles de bronze, d'argent ou d'or aux différentes expositions à Moscou du VDNKh. parmi celles-ci, l'on peut distinguer : Cigogneau (Аистёнок) (classe 12) ; Voiles rouges (Алые Паруса) (classe 3) ; Améthyste (Аметист) (classe 12) ; Aelita (Аэлита) (classe 12) ; Barmaleï (Бармалей) (classe 5) ; Bakhor (Бахор) (classe 12) ; Volnitsa (Вольница) (classe 5) ; Orient-1 (Восток-1) (classe 12) ; Lever de soleil (Восход Солнца) (classe 12) ; Huit Mars (Восьмое Марта) (classe 12) ; Gletcher (Глетчер) (classe 5) ; Icare (Икар) (classe 5) ; Lunaire (Лунник) (classe 12) ; Liouba Chevtsova (Люба Шевцова) (classe 12) ; Lioudmila (Людмила) (classe 13) ; Gloire maternelle (Материнская Слава) (classe 13) ; Narida (Надира) (classe 5) ; Nymphe (Нимфа) (classe 12) ; Novella (Новелла) (classe 12) ; Pamir (Памир) (classe 5) , Professeur I.A. Raïkova (Профессор И. А. Райкова) (classe 12) ; Roussalka (Русалка) (classe 5) ; Skriabine (Скрябин) (classe 5) ; Tchoukotka (Чукотка) (classe 5).

## Décorations
- Ordre de Lénine
- Ordre du Drapeau rouge du Travail

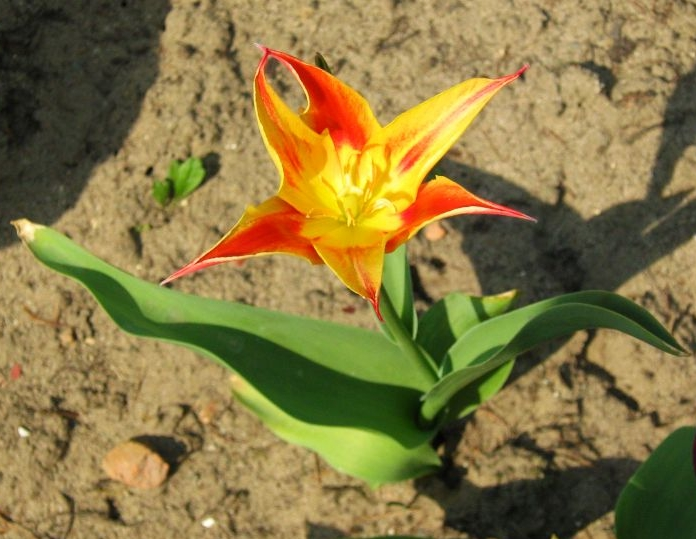
Vue d'une tulipe de Tchimgan

Zinaïda Botchantseva est enterrée à Tachkent au cimetière Botkine.

## Hommages
Des tulipes de Tchimgan sont nommées en son honneur:
- Tulipe de Zinaïda (ou de Zénaïde): Tulipa zenaidae Vved[1]
- Tulipe de Botchantseva: Tulipa botschantzevae S.N.Abramova & Zakalyabina

Ainsi que d'autres plantes:
- (Asphodelaceae) Eremurus zenaidae Vved.
- (Iridaceae) Juno zenaidae Vved.
- (Lamiaceae) Phlomis zenaidae Knorring
- (Lamiaceae) Phlomoides zenaidae (Popov) Adylov, Kamelin & Makhm

## Quelques publications
- К вопросу о стадийном развитии многолетних растений. // Труды Института ботаники АН Узбекской ССР, том 1, 1952.
- Тюльпаны и их культура в Ташкенте. [Les tulipes et leur culture à Tachkent] Реферат работ АН УзССР, внедряемых в народное хозяйство. — Ташкент: Изд. АН УзССР, 1955.
- Онтогенез тюльпанов. [Ontogenèse des tulipes] // Труды института ботаники АН УзССР, вып. 5, 1956.
- Тюльпаны. Морфология, цитология и биология. [Morphologie, cytologie et biologie des tulipes], Tachkent: Изд. АН УзССР, 1962. — 408 pages.
- (en) Z. P. Botschantzeva, Tulips : taxonomy, morphology, cytology, phytogeography and physiology, Rotterdam, CRC Press, 1982, 230 p. (ISBN 90-6191-029-3, lire en ligne), p. 120